# Mikhail Ignatiev
Pour les articles homonymes, voir Ignatiev.
Ne doit pas être confondu avec Michael Ignatieff.
Mikhaïl Borissovitch Ignatiev - en russe : Михаил Борисович Игнатьев - (né le 7 mai 1985 à Saint-Pétersbourg) est un coureur cycliste russe. Son frère Dmitrii a également été coureur cycliste dans l'équipe Itera-Katusha, réserve de Katusha. Durant sa carrière, il se spécialise dans les épreuves d'endurance sur piste et de contre-la-montre sur route. En 2004, il devient champion olympique de la course aux points.

## Biographie
En 2002 et 2003, il domine le cyclisme chez les juniors avec deux titres mondiaux sur route, quatre  titres mondiaux sur piste et deux titres européens sur piste.
Passé professionnel au sein de l'équipe Lokomotiv en 2004, Mikhail Ignatiev est à la fois coureur sur route et sur piste. Ainsi, à seulement 19 ans il remporte la médaille d'or de la course aux points des Jeux olympiques d'Athènes. Il brille également sur la route. Après avoir été sacré champion du monde contre-la-montre juniors en 2002 et 2003, il devient champion du monde contre-la-montre dans la catégorie espoirs en 2005. En 2006, il rejoint l'équipe russe Tinkoff Restaurants, qui court principalement en Russie. Cependant, c'est en Espagne que Ignatiev se signale lors d'une série de courses espagnoles en milieu de saison (plusieurs victoires sur le Tour de Lleida et la Clásica Memorial Txuma). En fin d'année, il est vice-champion du monde du contre-la-montre espoirs.
Lorsque Tinkoff Credit Systems est créé à partir de Tinkoff Restaurants en 2007, Ignatiev déménage à Marina di Massa, en Italie. Il obtient sur piste la médaille de bronze de la course aux points lors des mondiaux 2007. Au début de la saison sur route, Ignatiev s'est fait un nom en remportant une étape du Tour méditerranéen et le Trofeo Laigueglia par le biais d'attaques tardives réussies. Il a maintenu sa forme tout au long de la saison et a remporté deux contre-la-montre, le prologue du Ster Elektrotoer et la 4e étape du Rothaus Regio-Tour. Il participe au Tour d'Italie 2007. Il y remporte le prix du sprint TV Garibaldi et le trophée des échappées Fuga Gilera. En fin d'année, il est vice-champion du monde du contre-la-montre espoirs pour la deuxième année consécutive.
Il est médaillé de bronze de l'américaine, avec Alexei Markov, aux Jeux olympiques d'été de 2008. Il se contente de la 17e place de la course aux points, dont il était le tenant du titre.
Durant la saison cycliste 2009, il rejoint l'équipe World Tour Katusha, une nouvelle équipe cycliste russe. Lors de sa première saison, il obtient notamment deux podiums d'étape sur le Tour de France 2009. En 2010, il obtient la victoire dans la sixième étape de Tirreno-Adriatico, après une longue échappée. Il résiste au retour de Stefano Garzelli et du champion du monde Cadel Evans.
L'année suivante, il devient champion de Russie du contre-la-montre. Il poursuit sa carrière jusqu'en 2014, principalement en tant qu'équipier.

## Palmarès sur route et classements mondiaux

### Palmarès
| - 2002 - Champion du monde du contre-la-montre juniors - Vuelta al Besaya : - Classement général - 1re et 3ea (contre-la-montre) étapes - 2e de la Coupe du Président de la ville de Grudziądz - 2003 - Champion du monde du contre-la-montre juniors - Coupe du Président de la ville de Grudziądz - 2005 - Champion du monde du contre-la-montre espoirs - 2006 - Clásica Memorial Txuma - Tour de Lleida : - Classement général - 1re et 2e étapes - 2e du championnat du monde du contre-la-montre espoirs - 3e du Tour de la communauté de Madrid - 2007 - 3e étape du Tour méditerranéen - Trofeo Laigueglia - Prologue du Ster Elektrotoer - 4e étape du Rothaus Regio-Tour (contre-la-montre) - 1re étape du Tour de Burgos - 2e du Grand Prix d'ouverture La Marseillaise - 2e de l'Eindhoven Team Time Trial - 2e du Rothaus Regio-Tour - 2e du championnat du monde du contre-la-montre espoirs | - 2009 - 2e du championnat de Russie du contre-la-montre - 2010 - 6e étape de Tirreno-Adriatico - 2e du championnat de Russie du contre-la-montre - 2011 - Champion de Russie du contre-la-montre - 2012 - 3e des Trois Jours de Flandre-Occidentale - 2013 - 3e du Tour du Poitou-Charentes |  |

### Résultats sur les grands tours

#### Tour de France
2 participations
- 2009 : 140e
- 2011 : 147e

#### Tour d'Italie
5 participations
- 2007 : 128e
- 2008 : 140e
- 2009 : 167e
- 2010 : 131e
- 2012 : 143e

#### Tour d'Espagne
3 participations
- 2008 : 104e
- 2010 : 148e
- 2012 : 171e

### Classements mondiaux
| Année                  | 2005 | 2006 | 2007 | 2008 | 2009 | 2010 | 2011 | 2012 | 2013 | 2014 |
| ---------------------- | ---- | ---- | ---- | ---- | ---- | ---- | ---- | ---- | ---- | ---- |
| Calendrier mondial UCI |      |      |      |      | 136e | 195e |      |      |      |      |
| UCI World Tour         |      |      |      |      |      |      | 203e | nc   | nc   | nc   |
| UCI Europe Tour        | 644e | 83e  | 11e  | 612e |      |      |      |      |      |      |

## Palmarès sur piste

### Jeux olympiques
- Athènes 2004
  -  Champion olympique de la course aux points
- Pékin 2008
  -  Médaillé de bronze de l'américaine (avec Alexei Markov)
  - 17e de la course aux points

### Championnats du monde
- Los Angeles 2005
  - 4e de l'américaine
  - 8e de la poursuite par équipes
  - 18e de la course aux points
- Bordeaux 2006
  - 9e de la course aux points
- Palma de Majorque 2007
  -  Médaillé de bronze de la course aux points
- Manchester 2008
  - 10e de la course aux points

### Championnats du monde juniors
- 2002
  -  Champion du monde de poursuite par équipes juniors (avec Alexander Khatuntsev, Serguei Ulakov et Ilya Krestianinov)
  -  Champion du monde de la course aux points juniors
  -  Médaillé d'argent de la poursuite individuelle juniors
  - 4e de l'américaine juniors
- 2003
  -  Champion du monde de l'américaine juniors (avec Nikolay Trusov)
  -  Champion du monde de poursuite par équipes juniors (avec Nikolay Trusov, Kirill Demura et Anton Mindlin)

### Coupe du monde
- 2003
  - Classement général de la course aux points
  - 1er de la course aux points à Sydney
  - 3e de la course aux points à Moscou
- 2004-2005
  - Classement général de la course aux points
  - 1er de la course aux points à Los Angeles
  - 2e de la poursuite à Los Angeles
  - 3e de l'américaine à Los Angeles (avec Nikolay Trusov)
- 2005-2006
  - 1er de la course aux points à Los Angeles
  - 1er de l'américaine à Moscou (avec Nikolay Trusov)
  - 2e de l'américaine à Manchester (avec Nikolay Trusov)
  - 3e de l'américaine à Los Angeles (avec Nikolay Trusov)
- 2006-2007
  - Classement général de la course aux points
  - 1er de la course aux points à Sydney
  - 1er de la course aux points à Moscou
  - 1er de la poursuite par équipes à Sydney (avec Ivan Rovny, Alexander Serov et Nikolay Trusov)
  - 1er de l'américaine à Sydney (avec Nikolay Trusov)

### Championnats d'Europe juniors et espoirs
- Büttgen 2002
  -  Champion d'Europe de la course aux points juniors
  -  Médaillé d'argent de la poursuite individuelle juniors
  -  Médaillé de bronze de la poursuite par équipes juniors
- Moscou 2003
  -  Champion d'Europe de poursuite par équipes juniors (avec Nikolay Trusov, Vladimir Isaichev et Anton Mindlin)
  -  Médaillé de bronze de la poursuite individuelle juniors
- Athènes 2006
  -  Champion d'Europe de poursuite individuelle espoirs
  -  Médaillé d'argent de l'américaine espoirs

## Distinctions
- UEC Hall of Fame[8]